# Grycan - Lody od pokoleń

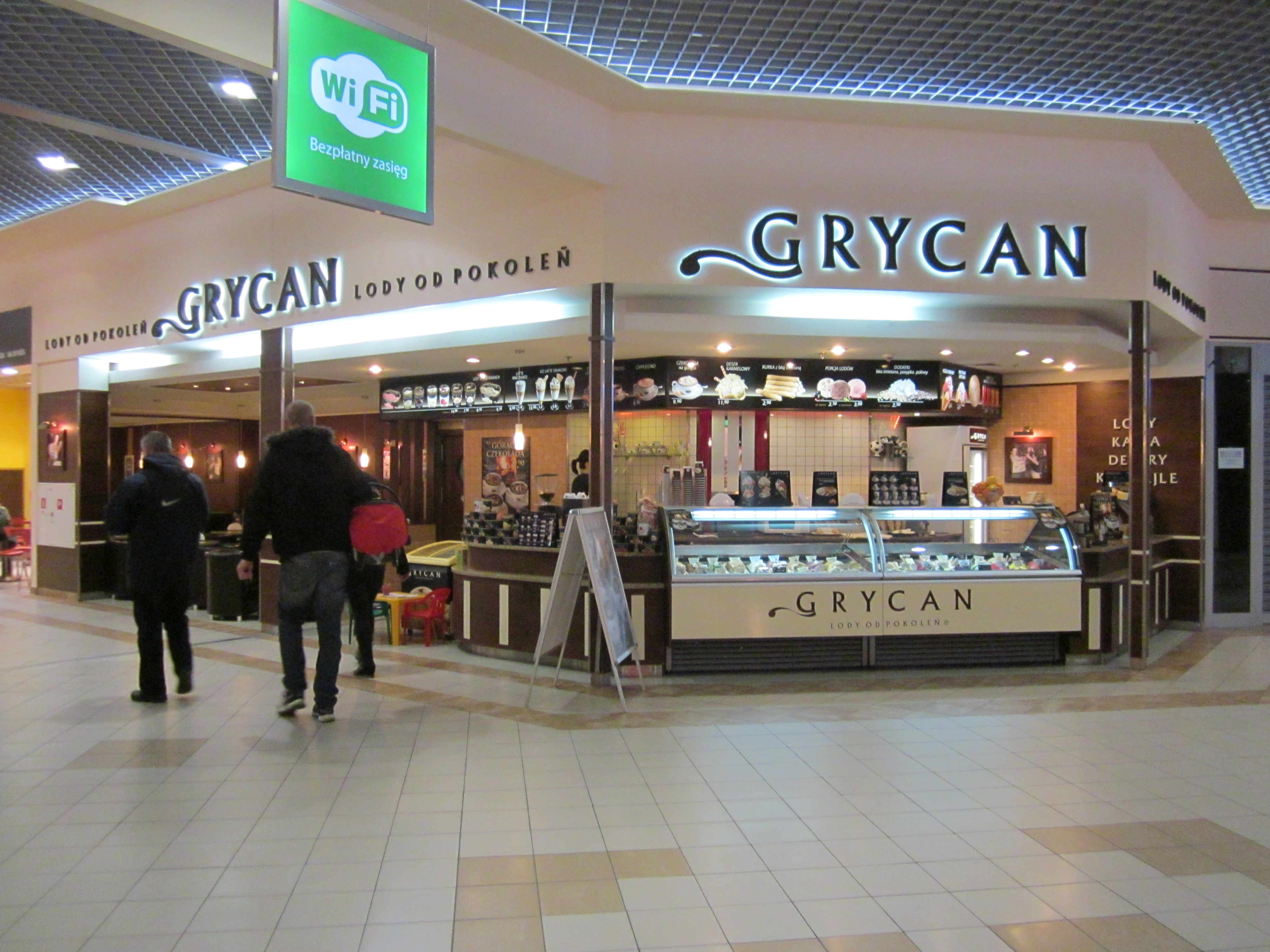
Lody Grycan w Galerii Zielone Wzgórze w Białymstoku

Grycan – Lody od pokoleń – polska marka założona w 2004 roku przez Elżbietę i Zbigniewa Grycanów. Firma posiada ponad 150 lokali na terenie Polski, w których są dostępne lody tradycyjne, lody na bazie jogurtu oraz sorbety.

## Historia
Przed II wojną światową w Buczaczu na Kresach Wschodnich dziadek Zbigniewa Grycana – Grzegorz Grycan wraz z jego ojcem Józefem Grycanem, produkowali i sprzedawali swoje pierwsze lody. W 1946 cała rodzina przeniosła się do Wrocławia, a Józef i Weronika Grycanowie zamieszkali w kamienicy przy Placu Grunwaldzkim. Tam powstała pierwsza lodziarnia sygnowana ich nazwiskiem. Na szyldzie widniał wówczas napis: „Lody MIŚ – Weronika Grycan”.
Zbigniew Grycan kontynuował rodzinną tradycję i rozpoczął naukę rzemiosła, podejmując praktyki w pracowni cukierniczej hotelu Bristol w Warszawie, gdzie poznał swoją przyszłą żonę Elżbietę. W 2004 wspólnie utworzyli nową markę: „Grycan – Lody od Pokoleń” i od tamtej pory wraz z córkami – Małgorzatą i Magdaleną – prowadzą firmę. Pierwsza lodziarnia powstała w lokalu przy ul. Puławskiej 11 w Warszawie, do której wkrótce dołączyły kolejne lokalizacje na terenie Polski i Europy.

## Oferta
„Grycan – Lody od pokoleń” to przede wszystkim lodziarnio-kawiarnie. Sieć liczy ponad 150 lokali w całej Polsce. W ofercie stałej i sezonowej jest ponad 60 różnych smaków lodów, w tym lody tradycyjne, jogurtowe i sorbety, ale w historii marki powstało ich już 100. Od września 2019 produkowane są również lody wegańskie na bazie mleka kokosowego, które są dostępne w trzech smakach: waniliowym, czekoladowym i masła orzechowego. Menu lodziarnio-kawiarni poza lodami i deserami lodowymi zawiera również domowe ciasta i ciastka, rurki z bitą śmietaną, świeżo wyciskane soki i koktajle owocowe oraz różnego rodzaju kawę i herbatę. Lody tradycyjne są dostępne w opakowaniach 1100 ml, 900 ml i 500 ml, a sorbety i lody na bazie jogurtu w pojemnikach 500 ml. W 2016 na rynek wprowadzono lody impulsowe w kubeczkach 125 ml, które mają dołączoną łyżeczkę. Obecnie są one dostępne w smakach – waniliowym, truskawkowym i czekoladowym.